# Partido Unión Nacional (Costa Rica)
Diríjase a paronomasia para la figura retórica conocida como pun.
Partido Unión Nacional es la designación que han utilizado distintas agrupaciones políticas costarricenses más o menos relacionadas entre sí desde 1901 hasta el 2010, para la postulación de diferentes candidatos presidenciales y legislativos. Tradicionalmente ha estado asociada a una posición política de centro-derecha.

## Historia
Con una bandera blanca un partido con ese nombre postuló a don Ascensión Esquivel Ibarra en 1902 y en 1913 otro con los colores verde y blanco postuló a don Carlos Durán Cartín y también participó en las elecciones legislativas efectuadas en 1915.

Bandera utilizada en 1948.

El Partido Unión Nacional de Otilio Ulate Blanco fue formado para hacer frente en las elecciones presidenciales de 1948 a la candidatura de Rafael Ángel Calderón Guardia por el Partido Republicano Nacional. 
Inicialmente surgió como una conjunción de fuerzas de variada ideología, que tenían en común el interés por defender las libertades electorales y la probidad en el manejo de la hacienda pública. Escogió como candidato al periodista Otilio Ulate Blanco, que derrotó a Calderón en los comicios de febrero de 1948, pero la elección presidencial fue anulada por el Congreso y poco después estalló una guerra civil. 
La Asamblea Constituyente de 1949 reconoció la validez de la elección de Ulate, quien ejerció el poder de 1949 a 1953, pero el Partido Unión Nacional sufrió la separación de varios de sus grupos más importantes y no participó en las elecciones presidenciales de 1953. 

Bandera utilizada en la papeleta de 1958.

Para los comicios de 1958 se formó una alianza entre Ulate y su antiguo adversario Calderón Guardia, contra el Partido Liberación Nacional (PLN), y el Partido Unión Nacional logró triunfar en las elecciones y llevar a la presidencia a Mario Echandi Jiménez, así como elegir un número considerable de diputados. 

Bandera utilizada en las papeletas de 1962 y en 1966 como la Coalición Unificación Nacional.

Bandera utilizada en la papeleta de 2006.

En las elecciones de 1962, Ulate volvió a ser postulado como candidato por el Partido Unión Nacional, pero sufrió una abrumadora derrota. Sin embargo, aún durante este periodo de tiempo, el PUN era el principal partido de derecha costarricense, y principal rival del socialdemócrata Partido Liberación Nacional. 
Para las elecciones de 1966 resurgió la alianza entre ulatistas y calderonistas, que, aunados a otras fuerzas políticas, constituyeron el Partido Unificación Nacional y llevaron a la presidencia a José Joaquín Trejos Fernández. En 1970 el Partido Unión Nacional postuló a Ulate como candidato a diputado, pero no fue elegido. Para las elecciones de 1970, el Partido Unión Nacional presentó candidatos a diputado, entre ellos Ulate, pero ninguno logró ser electo. 
El Partido Unión Nacional fue revivido el 17 de noviembre de 2004 tras una larga ausencia en la vida política del país. 
Para las elecciones del 2006, el PUN presentó como candidato a presidente de la República al exdefensor de los habitantes y ex socialcristiano, José Manuel Echandi, quien es sobrino-nieto de Mario Echandi, y como candidata a vicepresidenta a la exministra de la mujer, y ex socialcristiana, Esmeralda Britton. Consiguió un 3% de votos presidenciales y un diputado (el propio Echandi, que también era candidato a diputado), además de un municipio, Nandayure (Guanacaste). 
El PUN presentó candidatos a alcaldes en los cantones de Tibás y Oreamuno, los cuales eran alcaldes buscando la reelección y que estaban siendo investigados por la Contraloría General de la República. En ambos cantones le ganó el PAC.
Tanto José Manuel Echandi como Mario Echandi aseguraron que su partido era el mismo Partido Unión Nacional fundado en 1948. Como parte de su campaña electoral, Echandi aseguró que su partido había sido el de mayor cantidad de diputados en la Asamblea Constituyente y el que había llevado a tres presidentes al poder, siendo continuador del echandismo. 
En diciembre del 2007, el diputado José Manuel Echandi fue acusado ante el Tribunal de Ética de su partido por parte del Comité Ejecutivo del mismo, razón por la cual Echandi anunció que renunciaba al PUN y no descartaba unirse -de nuevo- al Partido Unidad Social Cristiana. Junto a él se fue el alcalde de Nandayure y algunos sindicos y regidores.
Unión Nacional no realizó la reinscripción electoral para las elecciones del 2010 por lo que no postuló candidato presidencial ni de otros cargos. En 2013 el partido apoyó la candidatura de Otto Guevara Guth, candidato del liberal Movimiento Libertario e incluso su presidente Arturo Acosta asumió cargos dentro del equipo de campaña.

## Candidatos presidenciales
| Año  | Resultado | Candidato                     | Notas                                                                                            |
| ---- | --------- | ----------------------------- | ------------------------------------------------------------------------------------------------ |
| 1902 | Gana      | Ascensión Esquivel Ibarra     |                                                                                                  |
| 1913 | Pierde    | Carlos Durán Cartín           |                                                                                                  |
| 1928 | Gana      | Cleto González Víquez         | Antes era del Partido Nacional.                                                                  |
| 1948 | Gana      | Otilio Ulate Blanco           | Su triunfo no es reconocido por el gobierno y estalla la guerra civil.                           |
| 1958 | Gana      | Mario Echandi Jiménez         |                                                                                                  |
| 1962 | Pierde    | Otilio Ulate Blanco           | Tercer lugar tras el liberacionismo y el calderonismo                                            |
| 1966 | Gana      | José Joaquín Trejos Fernández | Como parte de la coalición Unificación Nacional                                                  |
| 1970 | Pierde    | Mario Echandi Jiménez         |                                                                                                  |
| 1974 | Pierde    | Fernando Trejos Escalante     | Como parte de Unificación Nacional, segunda opción más votada.                                   |
| 1978 | Pierde    | Guillermo Villalobos Arce     | Como parte de Unificación Nacional. Obtiene 1% de los votos, incluso por debajo de la izquierda. |
| 1982 | Pierde    | Mario Echandi Jiménez         | Como Movimiento Nacional                                                                         |
| 2006 | Pierde    | José Manuel Echandi Meza      | Obtiene 1%                                                                                       |

## Elecciones legislativas
|  | 42.80 % |

|  | 74.20 % |

|  | 6.85 % |

|  | 21.37 % |

|  | 13.27 % |

## Presidentes del Poder Ejecutivo
| Presidentes de Costa Rica por el Partido Unión Nacional |                                     |  |                                 |  |                               |  |                                 |  |                                         |
|                                                         | Ascensión Esquivel Ibarra 1902-1906 |  | Cleto González Víquez 1928-1932 |  | Otilio Ulate Blanco 1948-1953 |  | Mario Echandi Jiménez 1958-1962 |  | José Joaquín Trejos Fernández 1966-1970 |